# Henry de Montherlant
Henry Marie Joseph Frédéric Expedite Millon de Montherlant, más conocido como Henry de Montherlant (París, 20 de abril de 1895-ibid., 21 de septiembre de 1972), fue un novelista, ensayista, autor dramático y académico francés.

## Biografía
Procedente de una familia de Picardía que pertenecía tanto a la burguesía como a la nobleza, Henry Millon de Montherlant se propone muy pronto ser escritor. Estudió en el Lycée Janson de Sailly de París.
Su primera experiencia en el campo es un diario íntimo (que destruyó al final de su vida).
Una vez hubo muerto su padre, su educación se deja en manos de su madre, quien le transmitirá el gusto por la literatura. Quo vadis? de Henryk Sienkiewicz, obra que le da a leer, marcará el resto de su vida y le proporcionará los temas que va a abordar a lo largo de toda su obra: amistad, toros, Roma y el suicidio. En España es conocido por su novela de signo autobiográfico Los bestiarios, en la que relata las aventuras de un joven de buena familia en el mundo del toreo andaluz. 
Agudo observador de la política, en 1930 escribió:

¡Qué país más curioso en el que un rey –Jorge V– y un dictador –Primo de Rivera– se pasean con una flor en el ojal! Pero en las democracias hay que ser serio. ¿Te imaginas a Poincaré con una rosa en su jabot?

Montherlant fue elegido miembro de la Academia Francesa en 1960.
Habiendo quedado casi ciego a causa de un accidente, se suicidó el jueves 21 de septiembre de 1972 en su domicilio del n.º 25 del quai Voltaire de París. Se tragó una cápsula de cianuro y simultáneamente disparándose un tiro en la boca, por miedo que el cianuro no hiciera efecto. Montherlant le dejó una nota a Jean-Claude Barat, quien se transformó en su heredero universal: «Me estoy volviendo ciego, yo me mato», De esta muerte voluntaria, Julien Green escribió unos días más tarde: «Habiendo inventado un personaje lleno de valentía y resplandor, [Montherlant] terminó por tomarlo para sí y lo ajustó hasta el final».
Sus cenizas fueron dispersadas en Roma, sobre el Foro, entre las piedras del Templo de Portuno (o templo de la fortuna viril) y en el Tíber, por Jean-Claude Barat y Gabriel Matzneff.

## Obras
Novelas
- La Jeunesse d'Alban de Bricoule:
  - Le Songe (1922)
  - Les Bestiaires (1926)
  - Les Garçons (1969)
  - Les Célibataires (1934)
- Les Jeunes Filles:
  - Les Jeunes Filles (1936)
  - Pitié pour les femmes (1936)
  - Le Démon du bien (1937)
  - Les Lépreuses (1939)
- Le Chaos et la nuit (1963)
- La Rose de sable (1968)
- Un assassin est mon maître (1971)
- Publicaciones póstumas:
  - Thrasylle (1984)
  - Moustique (1986).

Teatro
- L'Exil (1914-1929)
- Pasiphaé (1936)
- La Reine morte (1942)
- Fils de personne (1943)
- Un incompris (1943)
- Malatesta (1946)
- Le Maître de Santiago (1947)
- Demain il fera jour (1949)
- Celles qu'on prend dans ses bras (1950)
- La Ville dont le prince est un enfant (1951-1967)
- Port-Royal (1954)
- Brocéliande (1956)
- La Mort qui fait le trottoir (Don Juan) (1956)
- Le Cardinal d'Espagne (1960)
- La Guerre civile (1965).

Relatos
- Les Voyageurs traqués:
  - Aux fontaines du désir (1927)
  - La Petite infante de Castille (1929)
  - Un voyageur solitaire est un diable (1961)
- Publicaciones póstumas:
  - Mais aimons-nous ceux que nous aimons ? (1973)
  - Le Fichier parisien (1974)
  - Coups de soleil (1976)
  - Quelques mois de féerie, quelques jours de galère. Inédits nord-africains (1926-1940) (1995).

Ensayos
- La Relève du matin (1920)
- Les Olympiques (1924)
- Mors et vita (1932)
- Service inutile (1935)
- L'Équinoxe de septembre (1938)
- Le Solstice de juin (1941)
- Textes sous une occupation (1940-1944) (1963)
- Discours de réception à l'Académie française et réponse du duc de Lévis Mirepoix (1963)
- Le Treizième César (1970)
- La Tragédie sans masque. Notes de théâtre (1972)
- Essais critiques (1995), publicación póstuma.

Cuadernos
- Carnets 1934-1944 (1957)
- Va jouer avec cette poussière (1958-1964) (1966)
- La Marée du soir (1968-1971) (1972)
- Publicaciones póstumas:
  - Tous feux éteints (1965, 1966, 1967, 1972 et sans dates) (1975)
  - Garder tout en composant tout (Derniers carnets, 1924-1972) (2001).

Poesía
- Encore un instant de bonheur (1934).

Correspondencia
- Henry de Montherlant-Roger Peyrefitte, Correspondance (1938-1941), presentación y notas de Roger Peyrefitte y Pierre Sipriot, Robert Laffont, 1983
- Henry de Montherlant, Cartas a Michel de Saint-Pierre, prefacio de Michel de Saint-Pierre, Albin Michel, 1987
- Correspondance avec Philippe de Saint Robert, en Bibliographie.

Otras
- Pages catholiques, reunidas y presentadas por Marya Kasterska, Plon, 1947
- Dessins, prefacio de Pierre Sipriot, Copernic, 1979.